# Fernando Ribeiro de Mello

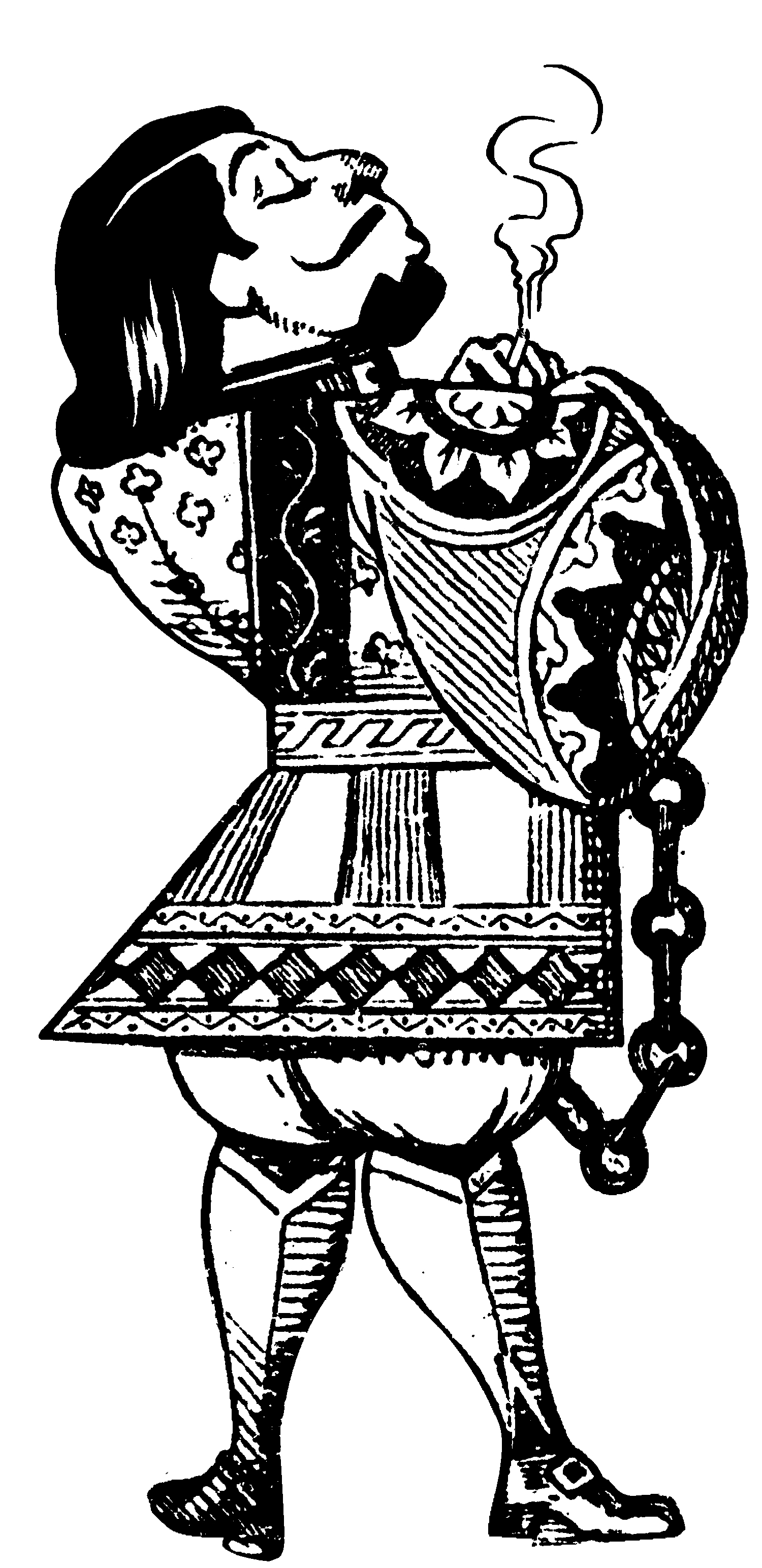
Retrato de Fernando Ribeiro de Mello, com base no desenho de John Tenniel para o Valete de Copas de As Aventuras de Alice no País das Maravilhas de Lewis Carroll (Pedro Piedade Marques, 2015).

Fernando Ribeiro Bento de Mello (Porto, 11 de Novembro de 1941 - Coimbra, 27 de Fevereiro de 1992), foi um editor e declamador de poesia português.

## Vida e obra
Oriundo de uma família tradicional do Porto. Filho do advogado Bento de Mello. De pequena estatura, franzino, sempre impecavelmente vestido, o olhar intenso, bigodes revirados à Dalí e uma pera, Ribeiro de Mello destacava-se também por uma personalidade um pouco excêntrica, irreverente e donjuanesca. Em 8 de Junho de 1964 deu brado em Lisboa, com um conturbado recital de poesia na Sociedade Nacional de Belas-Artes, com o título de "O Teste", em que o valor dos poemas declamados era pontuado de acordo com a duração cronometrada dos aplausos do público.

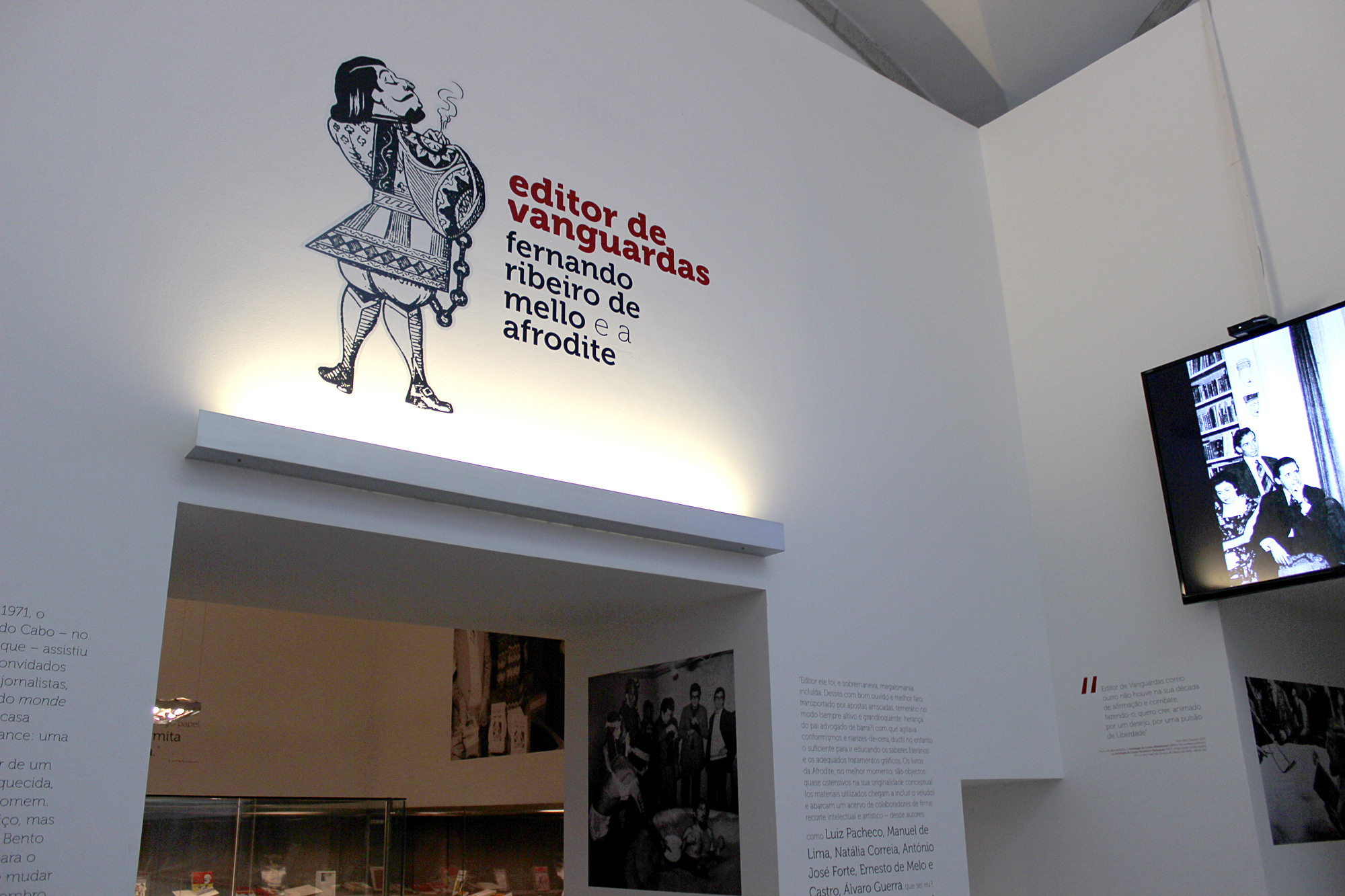
Pormenor da sala de exposições da Biblioteca Municipal do Porto, com a exposição "Editor de Vanguardas" dedicada à Afrodite e a Fernando Ribeiro de Mello, entre 27 de Outubro de 2018 e 31 de Janeiro de 2019 (foto de Pedro Piedade Marques)

Amigo de Natália Correia, Mário Cesariny, Luiz Pacheco e outros intelectuais portugueses, foi o enérgico fundador das pequenas e excelentes Edições Afrodite, em 1965, que durante os anos finais do salazarismo causaram escândalo e sensação, com a publicação de obras polémicas e proibidas, que conduziriam a diversos processos judiciais por ultraje aos bons costumes. Citem-se o Kama-Sutra - Manual do Erotismo Hindu (1965), a Antologia de Poesia Portuguesa Erótica e Satírica (1965), de Natália Correia ou A Filosofia na Alcova (1966) do Marquês de Sade. As 6 primeiras edições da Afrodite, de 1965 a 1966, foram consecutivamente proibidas pelos serviços de Censura, tendo duas estado no centro de processos pelo crime de "abuso de liberdade de imprensa", a Antologia de Poesia Portuguesa Erótica e Satírica e A Filosofia na Alcova, pelas quais o editor acabou condenado.
Conseguiu reanimar a editora depois das condenações, graças a uma colecção de livros infantis (Cabra Cega) e a edições com esmerado cuidado gráfico e literário (a Antologia do Humor Português e a Antologia do Conto Abominável, ambas em 1969, a Arte de Furtar em 1970. uma edição "adulta" de Alice no País das Maravilhas e o Livro de São Cipriano em 1971, A Sociedade do Espectáculo de Guy Debord, o Manual dos Inquisidores e Apocalipse do Apóstolo João, em 1972, as antologias De Fora para Dentro e do Humor Negro em 1973). Apresenta quatro livros num tanque de água aquecida, com espuma de banho, em frente a dois travestis e um homem mascarado de diabo, no dia 15 de Dezembro de 1971, em sua casa, um acontecimento que irá para a primeira página do Diário de LIsboa. Na Feira do Livro de 1972. encena uma sessão de tortura da Inquisição numa carrinha, ao longo da Avenida da Liberdade, para promover o Manual dos Inquisidores.
Por alturas da Revolução de 1974, era um modelo de sucesso para um pequeno editor, mas a súbita mudança política e uma intervenção estatal displicente na distribuidora Bloco-Expresso (fruto da nacionalização da seguradora Império, à qual aquela pertencia, a partir de 14 de Março de 1975) levaram-no a escolhas editoriais de reduzido sucesso (o seu último best-seller foi o livro de memórias de Francisco Ferreira, o "Chico da CUF", 26 Anos na União Soviética, em 1975) e retiraram-lhe capacidade financeira. Em 1975, no seu último grande ano, publica, entre outros, uma 2ª edição de A Filosofia na Alcova (onde faz reproduzir documentos relativos ao processo de 1966-67), O Processo das Virgens, sobre uma série de processos relacionados com o caso do "ballet rose" (organizado, sob pseudónimo, por Amadeu Lopes Sabino), O Super-Macho de Alfred Jarry e um dos primeiros romances sobre a Guerra Colonial, Lugar de Massacre de José Martins Garcia (autor que se destacará no catálogo da editora nesses anos, também como antologiador).
A partir de 1974, o catálogo Afrodite confundia politicamente:entre livros anti-soviéticos (aproveitando as brechas abertas pelos Acordos de Helsínquia de 1975), publicou a primeira edição portuguesa do Mein Kampf de Adolf Hitler (1976), mas foi sua a edição de Liberdade para José Diogo (1975), exemplo de defesa da "justiça popular" revolucionária, com texto da Associação de Ex-Presos Políticos Antifascistas (AEPPA), e em 1977 lançou o Pequeno Livro Vermelho do Estudante de Soren Hansen e Jesper Jensen. Em 1980, parecia aproximar-se da "nova direita" portuguesa (chegada ao poder no final de 1979, pela coligação AD, liderada por Sá Carneiro) ao publicar Nova Direita, Nova Cultura de Alain de Benoist, mas a sua última grande edição é a de uma peça de Natála Correia, Erros Meus, Má Fortuna, Amor Ardente (1981), em cuja apresentação a autora teceu críticas acesas à política cultural do governo de direita da AD.
No final de 1981, avançou com um processo ao Estado português por gestão danosa no caso Bloco-Expresso (que o  IV Governo Constitucional de Mota Pinto, em Janeiro de 1979, decidira deixar à sua sorte, retirando o Estado da sua gestão sem tratar de ressarcir os editores e funcionários lesados). O processo só se concluiria dez anos após a sua morte, em 2002, e a seu favor.
Em 1980, teve uma breve exposição televisiva ao ter participado como membro do júri do concurso Prata da Casa na RTP, juntamente com Alexandre O'Neill, Tomás Branquinho da Fonseca, Beatriz Costa e Maria Elisa. Eram notórias as suas intervenções enquanto jurado, marcadas pela acutilância das suas opiniões, alguma teatralidade de expressão, frequentemente pontuadas por manifestações de sarcasmo e de indignação, entrando algumas vezes em conflito com o apresentador José Fialho Gouveia. Em 1983, foi o "rei da festa" numa sessão do programa televisivo de Júlio Isidro "Festa é Festa". Fez parte, em 1989, do primeiro grupo de cronistas das "Crónicas de Escárnio e Mal-dizer" na TSF.
Morreu em 1992, aos 50 anos, na sequência de uma cirurgia mal sucedida a um aneurisma. Preparava ainda uma 3ª edição da Antologia do Conto Fantástico Português (com ilustrações do seu genro, o artista João Ribeiro), ainda que, para todos os efeitos, estivesse falido.
As Edições Afrodite desempenharam, nas décadas de 1960 e 1970, um papel ímpar na divulgação em língua portuguesa de diversos autores fundamentais de uma certa contra-cultura (Sade, Masoch, André Breton, Alfred Jarry, Guy Debord, etc.). Ribeiro de Mello teve a inestimável colaboração de grandes tradutores e antologiadores como Ernesto Sampaio, Aníbal Fernandes, Luiza Neto Jorge, Manuel João Gomes, Ernesto Melo e Castro e ilustradores como Eduardo Batarda, Martim Avillez, Henrique Manuel ou Nuno Amorim.
As opções editoriais de Fernando Ribeiro de Mello (antecedidas já pela editora Contraponto de Luiz Pacheco) serviram de molde a outras editoras (do mesmo tipo ou não), nas décadas de 1970 a 1990, como a Editorial Estampa, a Editora Arcádia, a & etc (dirigida por Vitor Silva Tavares), a Assírio & Alvim (de Manuel Hermínio Monteiro), a Hiena Editora (de Rui Martiniano), a Fenda (de Vasco Santos) , a Antígona (de Luís de Oliveira)    e outras.
Na série televisiva 3 Mulheres, exibida pela RTP em 2018, a personagem de Fernando RIbeiro de Mello foi interpretada pelo actor Isac Graça.

## Lista de publicações
Na Colecção Afrodite:
- Kama-Sutra: Manual do Erotismo Hindú, séc. v d. c. - Vatsyayana, 1965
- Antologia de Poesia Portuguesa Erótica e Satírica: dos cancioneiros medievais à actualidade – Selecção, prefácio e notas de Natália Correia e ilustrações de Artur do Cruzeiro Seixas, 1966
- A Filosofia na Alcova - Marquês de Sade – Tradução de António Manuel Calado Trindade, prefácios de David Mourão-Ferreira e Luiz Pacheco, ilustrações de João Rodrigues, 1966
- Antologia de Poesia Portuguesa Erótica e Satírica: dos cancioneiros medievais à actualidade – Selecção, prefácio e notas de Natália Correia, edição “pirata” com selo do Rio de Janeiro, 19??
- A Vénus de Kazabaika - Leopold von Sacher Masoch, 1966
- Cara Lh Amas: Poemas eróticos e sarcásticos - E. M. de Melo e Castro, 1975
- O Supermacho - Alfred Jarry, 1975
- Antologia de Poesia Latina Erótica e Satírica, 1975
- Poesia Portuguesa Erótica e Satírica dos séculos  XVIII-XIX, (org. José Martins Garcia) 1975
- A Filosofia na Alcova - Marquês de Sade – Tradução de Manuel João Gomes, 1976
- As 30 Posições, manual erótico, 1979

Outros:
- Lugar de Massacre - José Martins Garcia, 1975
- Erros Meus, Má Fortuna, Amor Ardente - Natália Correia, 1981
- Peregrinação & Cartas – Fernão Mendes Pinto, 1989, 2 vol

Na Colecção Antologiaː
- Antologia do Conto Fantástico Português, 1967
- Antologia do Humor Português,[5] (org. Ernesto Sampaio), 1969
- Antologia do Conto Abominável, (trad. e org. Aníbal Fernandes), 1969
- Antologia do Humor Negro – André Breton, 1973
- De Fora Para Dentro,[6] (org. Aníbal Fernandes), 1973
- Nova Recolha de Provérbios e Outros Lugares Comuns Portugueses, (org. Manuel João Gomes), 1974
- Antologia do Conto Fantástico Português, 2ª edição: com revisão, anotações e prefácio de E. M. de Melo e Castro, 1974
- O Sexo da Moderna Ficção Científica – antologia de autores franceses, 1976

Na Colecção Clássicosː
- Arte de Furtar – Anónimo do séc. xvii, 1970
- Peregrinação – Fernão Mendes Pinto, 1971, 2 vol.
- História Trágico-Marítima – Bernardo Gomes de Brito, 1972, 2 vol.
- Grande livro de S. Cipriano ou os tesouros do feiticeiro – S. Cipriano, ?
- O Manual dos Inquisidores – Nicolau Emérico, 1972
- O Processo dos Távoras: A Expulsão dos Jesuítas, Conselho de Ministros de D. José I, 1974
- Sobre as Feiticeiras – Jules Michelet, 1974

Na Colecção Ensaio/Documentosː
- Nº 1 - Anti-Duhring: Ou a subversão da ciência pelo sr. Eugénio Duhring - Frederico Engels, 1971
- Nº 2 - A Sociedade do Espectáculo – Guy Debord, 1972·
- Nº 3 - Teatro Vanguarda: Revolução e Segurança Burguesa – Fernando Luso Soares, 1973

Na Colecção Extra-Colecçãoː
- Aventuras de Alice no País das Maravilhas - Lewis Carrol, 1971
- Apocalipse do Apóstolo João, 1972
- As Crianças Falam, 1973
- A Malcastrada - Emma Santos, 1975
- Do General ao Cabo Mais Ocidental – Álvaro Guerra, 1976

Na Colecção Antologia de Vanguardaː
- 4 Autores da Novela Portuguesa Contemporânea[nota 1] – Sá-Carneiro, Almada, Manuel de Lima, Luíz Pacheco, 1968[7]

Colecções Autores I e IIː
- Alecrim, alecrim aos molhos... - José Martins Garcia, 1974
- O Uso e o Abuso – Armando Silva Carvalho, 1976
- O Encoberto – Natália Correia, 1977
- Revolucionários e Querubins - José Martins Garcia, 1977
- Textos Malditos - Luiz Pacheco, 1977

Na Colecção Sagirː
- O Vinho e a Lira – Natália Correia, ?
- Insofrimento In Sofrimento, José Carlos Ary dos Santos, 1970

Na Colecção Cabra Cega (Infantil)ː
- Conversas Com Versos – Maria Alberta Menéres, 1968
- Afinal o Castelo Era Verdade – Júlio Moreira, 1968
- Os Quatro Corações do Coração – Ricardo Alberty, 1968
- Perrault Vai Contar – Maria Alberta Menéres, ?
- Histórias Com Juízo – Mário Castrim, ?
- Giroflé Giroflá – Alice Gomes, 1970
- Histórias de Bichos em África – Tais Ribas, 1970
- Ulisses – Maria Alberta Menéres, 1972
- A Nuvem e o Caracol – António Torrado, 1972
- Uma Rosa Na Tromba de Um Elefante – António José Forte, 1971
- Pinguim em Fundo Branco – António Torrado, 1973

Das colecções Guias, Documentos, Doutrina/Intervenção:
- Guia Prático do Trabalhador Português – Marcelo Curto, 1974 (Guias)
- A Metafísica do Sexo, Julius Evola, 1976
- 26 Anos na União Soviética, notas de exílio do “Chico da C.U.F” – Francisco Ferreira, 1975 (Documentos)
- A Vida Sexual de Robinson Crusoé – Michel Gall, 1978
- O Pequeno Livro Vermelho do Estudante – Soren Hansen e Jesper Jensen, 1977 (Guias)
- Mein Kampf – Adolf Hitler, 1976 (Doutrina / Intervenção)
- Os Normalizados – Christian Jelen, 1978 (Doutrina / Intervenção)
- Liberdade Para José Diogo, 1975 (Documentos)
- O Processo das Virgens: aventuras, venturas e desventuras sexuais em Lisboa, nos últimos anos do fascismo, 1975 (Documentos)